# بزدندان شن‌روی
بزدندان شن‌روی (نام علمی: Tragus berteronianus) نام یک گونه از سردهٔ بزدندان است.